# Bernat Calvó Puig Capdevilla
Bernat Calvó Puig Capdevilla, conosciuto anche come Bernat Calvó o Bernat Puig (Osona, 1819 – Barcellona, 1880), è stato un compositore, organista e maestro di cappella spagnolo.

## Carriera musicale
Nel 1826 iniziò la sua educazione musicale presso la escolania della cattedrale di Vic nella Osona dove fu allievo di Josep Gallés. Dal 1838 si trasferì a Barcellona, diventando allievo di Josep Rosés e Josep Quintana presso la chiesa di Santa Maria del Pi.
Nel 1842, dopo la sua formazione, sostituì Francesc Andreví in due incarichi come organista a Santa Maria del Pi e, nel 1853, come maestro di cappella della chiesa di La Mercè.
Opere principali:
- Ave Maria[3]
- Messa pastorale[4]
- Messa funebre: È autore di una messa funebre per il generale Castaños, per grandi cori e canto bemolle con accompagnamento strumentale.[5]

## Eredità musicale
Compose circa 700 brani, gran parte dei quali furono curati da Joan Baptista Pujol e del Palau de la Música Catalana. La sua produzione comprende l'oratorio La última noche de Babilonia del 1848 e la sinfonia Homenatge a Beethoven. Fu insegnante e direttore d'orchestra della Società Filarmonica di Barcellona e critico musicale per il quotidiano El Áncora. Inoltre, era un rinomato educatore, tra i suoi studenti si ricordano molti compositori catalani come Càndid Candi i Casanovas, e molti altri.